# Notre agent en Judée
Notre agent en Judée est un roman policier historique de Franco Mimmi, publié en 2000 en Italie sous le titre Il nostro agente in Giudea et traduit en France en 2001.

## Résumé
Ponce Pilate, préfet de Judée, est inquiet : les impôts sont perçus avec difficulté, les nationalistes juifs s'agitent, l'autorité de l'Empire est compromise.
Lorsque Caïphe, haut dignitaire juif, lui parle d'un certain Jésus de Nazareth qui prône la tolérance, la paix et l'amour entre les communautés, Pilate se demande si cet homme, qu'on prétend prophète, ne pourrait pas calmer la population et lui faire accepter la domination romaine. Il charge son homme de confiance, Afranios, d'enquêter sur ce Jésus.
Parallèlement, à Rome, l'empereur Tibère a vent des difficultés de son préfet et charge l'ancien préfet du prétoire, Aduncus, d'enquêter secrètement sur la situation politique en Judée et sur l'efficacité de Ponce Pilate. Aduncus embarque donc pour la Palestine.
Jésus, pour sa part, parcourt le pays avec ses frères et sa sœur en prêchant : sa notoriété grandit et de plus en plus de disciples le suivent. Il est contacté par les zélotes (et spécialement par Judas Iscariote), nationalistes juifs qui envisagent un soulèvement populaire massif afin de chasser les Romains de la Terre sacrée, mais refuse de les suivre dans cette voie, étant adepte de la non-violence.
Après enquête, Afranios pense que l'idée de Caïphe est excellente : ce Jésus ferait un excellent « agent », ami objectif du régime. Aduncus pense de même. Il faut donc aider ce Jésus, sans qu'il s'en doute, et sans que les zélotes le sachent, d'autant plus que Jésus va prochainement se rendre à Jérusalem.
Mais comment agir pour le mieux quand tout semble déraper ?

## Critiques et prix littéraires
- Ce roman a obtenu le prix Scerbanenco-La Stampa en 2000.

- Thèse de doctorat - Arnaud Dubergier: Écritures et réécritures: le Nouveau Testament dans les fictions contemporaines - ...Chacune à leur manière les réécritures de Michael Moorcock, « Voici l’homme », Anthony Burgess, « L’homme de Nazareth » et Franco Mimmi, « Notre agent en Judée », portent un regard neuf sur la vie du Nazaréen. (2006)

## Parution en France
Traduit par Françoise Liffran, le roman a été édité dans la collection « Folio Policier », n°422.